# World Team Challenge 2017
Die 16. World Team Challenge 2017 (offiziell: Joka Classic Biathlon World Team Challenge auf Schalke 2017) war ein Biathlonwettbewerb, der am 28. Dezember 2017 in der Veltins-Arena in Gelsenkirchen vor mehr als 45.000 Zuschauern stattfand.

## Ablauf
Der Wettkampf bestand erneut aus einer Kombination von Massenstart- und Verfolgungsrennen.

## Teilnehmer
Es starteten 10 Teams mit Sportlern aus 10 Ländern. Dabei debütierten Japan und Belgien. Der für Belgien startende Michael Rösch, hatte allerdings bereits mehrfach für Deutschland an der World Team Challenge teilgenommen.

## Ergebnisse

### Massenstart
| Platz | Name                                      | Land              | Zeit    |
| ----- | ----------------------------------------- | ----------------- | ------- |
| 1     | Jekaterina Jurlowa-Percht / Alexei Wolkow | Russland          | 33:29,8 |
| 2     | Eva Puskarčíková / Ondřej Moravec         | Tschechien        | +9,2    |
| 3     | Anaïs Bescond / Émilien Jacquelin         | Frankreich        | +9,7    |
| 4     | Lisa Hauser / Julian Eberhard             | Österreich        | +10,3   |
| 5     | Franziska Hildebrand / Erik Lesser        | Deutschland       | +30,8   |
| 6     | Fuyuko Tachizaki / Mikito Tachizaki       | Japan             | +36,7   |
| 7     | Nadine Horchler / Benedikt Doll           | Deutschland       | +1:22,9 |
| 8     | Rosanna Crawford / Brendan Green          | Kanada            | +1:24,1 |
| 9     | Karin Oberhofer / Dominik Windisch        | Italien           | +1:40,8 |
| 10    | Julija Dschyma / Michael Rösch            | Ukraine / Belgien | +1:44,7 |

### Verfolgung
| Platz | Name                                      | Land              | Zeit    |
| ----- | ----------------------------------------- | ----------------- | ------- |
| 1     | Jekaterina Jurlowa-Percht / Alexei Wolkow | Russland          | 33:21,4 |
| 2     | Eva Puskarčíková / Ondřej Moravec         | Tschechien        | +24,0   |
| 3     | Lisa Hauser / Julian Eberhard             | Österreich        | +43,5   |
| 4     | Anaïs Bescond / Émilien Jacquelin         | Frankreich        | +58,4   |
| 5     | Julija Dschyma / Michael Rösch            | Ukraine / Belgien | +1:13,3 |
| 6     | Rosanna Crawford / Brendan Green          | Kanada            | +1:13,7 |
| 7     | Nadine Horchler / Benedikt Doll           | Deutschland       | +1:34,1 |
| 8     | Karin Oberhofer / Dominik Windisch        | Italien           | +2:00,4 |
| 9     | Fuyuko Tachizaki / Mikito Tachizaki       | Japan             | +2:08,4 |
| 10    | Franziska Hildebrand / Erik Lesser        | Deutschland       | +2:13,5 |

Erik Lesser und Franziska Hildebrand erhielten nachträglich eine Strafminute wegen nicht gelaufener Strafrunde.